# Hardin County, Iowa
Hardin County är ett administrativt område i delstaten Iowa, USA, med 17 534 invånare. Den administrativa huvudorten (county seat) är Eldora.

## Geografi
Enligt United States Census Bureau har countyt en total area på 1 476 km². 1 474 km² av den arean är land och 2 km² är vatten.

### Angränsande countyn
- Franklin County - nord
- Butler County - nordost
- Grundy County - öst
- Marshall County - sydost
- Story County - sydväst
- Hamilton County - väst

### Orter
- Ackley (delvis i Franklin County)
- Alden
- Buckeye
- Eldora (huvudort)
- Hubbard
- Iowa Falls
- New Providence
- Owasa
- Radcliffe
- Steamboat Rock
- Union
- Whitten